# Kanton Troyes-4
Kanton Troyes-4 (fr. Canton de Troyes-4) je francouzský kanton v departementu Aube v regionu Grand Est. Tvoří ho tři obce a část města Troyes. Před reformou kantonů 2014 ho tvořilo 7 obcí.

## Obce kantonu
od roku 2015:
- Pont-Sainte-Marie
- Saint-Julien-les-Villas
- Saint-Parres-aux-Tertres
- Troyes (část)

před rokem 2015:
- Barberey-Saint-Sulpice
- La Chapelle-Saint-Luc (část)
- Le Pavillon-Sainte-Julie
- Payns
- Saint-Lyé
- Troyes (část)
- Villeloup